# ラブアグレッション
ラブアグレッションは、FreoMottoに所属する女性アイドルグループ。略称は「ラブアグ」。ファンの呼称は「カミツキ隊」。

## 概要
- 2020年7月11日デビュー。初期メンバーの葵井るき、2022年6月加入の桜坂ともみ、藤宮ゆいり、2024年３月加入の結城小春、同年8月加入の音羽うな、篠奈みお、咲良南那の７人体制で活動中[1]。
- グループのコンセプトは「噛みつきたくなるほど可愛い女の子」。グループ名は「キュートアグレッション」（可愛い物を見ると噛みつきたくなる衝動）と前身のグループであるLOVEReSの「ラブ」に由来している[注 2]。
- 2025年11月29日に白金高輪SELENE b2において現体制終了ライブを開催予定。メンバー全員が卒業する[2]。

## メンバー
| 氏名                       | 生年月日               | 出身地 | 身長  | 血液型 | イメージカラー | ニックネーム              | ファンネーム     | 趣味、特技等 | 活動期間              | 備考                                                                                              |
| -------------------------- | ---------------------- | ------ | ----- | ------ | -------------- | ------------------------- | ---------------- | --- | --------------------- | ------------------------------------------------------------------------------------------------- |
| 葵井 るき あおいるき       | 1999年10月7日（25歳）  | 埼玉県 | 160cm | B型    | ピンク         | るきちゃん                | るきマックス     | ベイマックス、ドライブ、 炊き込みご飯を作る                                                                             | 2020.7.11〜2025.11.29 | 元まどもあ54世 元エモクルスコップ 元LOVEReS                                                       |
| 桜坂 ともみ おうさかともみ | 1998年3月30日（27歳）  | 兵庫県 | 160cm | B型    | オレンジ       | ともちゃん                | とも民           | アニメ、温泉、サウナ、ニンニク、飯。                                                                                    | 2022.6.5〜2025.9.28   | リーダー（2024.2.9〜） 元キミのガールフレンド                                                     |
| 藤宮 ゆいり ふじみやゆいり | 2001年9月6日（23歳）   | 東京都 | 153cm | O型    | ミントグリーン | ゆいてん                  | もちもちゆいり隊 | ガチャガチャ、 ＵＦＯキャッチャー                                                                                       | 2022.6.5〜2025.11.29  | 元WIZQN 元DolceMisto 元momograci                                                                  |
| 結城 小春 ゆうきこはる     | 1998年11月27日（26歳） | 北海道 | 160cm | AB型   | 赤色           | こはるん                  | ぽか隊           | おぱんちゅうさぎ、ガチャぽん、ＵＦＯキャッチャー、絶叫アトラクション。 ダンス歴18年。                                   | 2024.3.10〜2025.11.29 | 元GlitterPiece 元本多さんちのリビング 元キミのガールフレンド                                      |
| 音羽 うな おとはうな       | 2005年12月10日（19歳） | 愛知県 | 154cm |        | 黄色           | うーにゃん                | うなぎゅ－       | でんぱ組.inc、寝ること、ゲーム、アニメ。                                                                                | 2024.8.7〜2025.11.29  | グループ史上最年少 元いもうとシスターズ 元Novice²                                                 |
| 篠奈 みお ささなみお       | 1999年3月24日（26歳）  | 埼玉県 | 151cm |        | 紫             | ささみ                    | みヲ             | アイドル、ファッション、かわいいを研究すること、ラーメン。                                                              | 2024.8.7〜2025.11.29  | 元代々木女子音楽院                                                                                |
| 咲良 南那 さくらなな       | 1998年3月3日（27歳）   | 埼玉県 | 156cm | AB型   | 青色           | なぁちゃん （なーちゃん） | ハチ             | サンリオピューロランド（シナモン）、ばつ丸、掃除、睡眠、猫、美術館・展覧会、矢沢あいの漫画（『NANA』など）。 振り付け。 | 2024.8.7〜2025.9.20   | 元Bety、元Karman。元々は、パパイヤ鈴木などが所属するダンサー事務所 プランチャイムで活動していた。 |

### 元メンバー
| 氏名                     | 生年月日               | 出身地   | 身長    | 血液型 | イメージカラー | ニックネーム                    | ファンネーム           | 趣味、特技等                                                 | 活動期間               | 備考 |
| ------------------------ | ---------------------- | -------- | ------- | ------ | -------------- | ------------------------------- | ---------------------- | ------------------------------------------------------------ | ---------------------- | --- |
| カワイレナ かわいれな    | 1998年11月19日（26歳） | 兵庫県   | 163cm   | A型    | ブルー         | れなぴょん                      | カワイレナのオタク     | 新体操、スニーカー、ラーメン                                 | 2020.7.11 〜2020.12.19 | Loop →LOVEReS →ラブアグレッション →手羽先センセーション                                                                                         |
| 徳川 めい とくがわめい   | 1999年9月25日（25歳）  | 神奈川県 | 154cm   | Ａ型   | グリーン       | めめちゃん                      | 徳川軍                 | 散歩、人を可愛く撮る技、家でコスプレ                         | 2020.7.11 〜2021.7.10  | NICE GIRL プロジェクト!研修生 →PLC →ALLOVER →LOVEReS →ラブアグレッション →BLACK→WHITE →かわいいからって甘くみないで →現ミラクルファンファーレ！ |
| 葉月 美愛 はづきみあ     | 1995年10月14日（29歳） | 高知県   | 150cm   | B型    | レッド         | 美愛ちゃん                      | 葉月美愛甘やかし隊     | 料理、散歩、ダンス                                           | 2020.7.11 〜2022.2.23  | ドルーチェ →LOVEReS →ラブアグレッション →かわいいからって甘くみないで（旧Plumelt）                                                              |
| 小池 れい こいけれい     | 1998年10月26日（26歳） | 埼玉県   | 158cm   | AB型   | パープル       | れいちゃん                      | コイケヤ               | 筋トレ、小銭貯金                                             | 2020.7.11 〜2022.2.23  | LOVEReS →ラブアグレッション →かわいいからって甘くみないで（旧Plumelt）                                                                          |
| 七瀬 りお ななせりお     | 1999年7月29日（26歳）  | 東京都   | 162cm   | B型    | オレンジ       | りおちゃん                      | りおちゃんまんわーるど | 映画鑑賞、ドラえもんのアニメを見る                           | 2020.7.11 〜2022.2.27  | KissBeeYouth →ラブアグレッション →BUGSMART →現JAPANARIZM                                                                                        |
| 星野 理沙 ほしのりさ     | 1999年3月2日（26歳）   | 東京都   | 158cm   | B型    | イエロー       | ﾁｬﾝﾘｻ                           | りさっ子               | ビール、サウナ、読書、 カフェ巡り、ディズニー、 搾乳、両利き | 2020.7.11 〜2023.11.26 | ヨモスエ →実家と１R → DolceMisto →ラブアグレッション →現強がりセンセーション                                                                    |
| 咲来 まいか さくらまいか | 2000年7月19日（25歳）  | 神奈川県 | 163cm   |        | 赤色           | いかちゃん                      | いかちゃんず           | ポムポムプリン、ドラゴンボール、 ちいかわ、ポケモン          | 2022.6.5 〜2023.12.10  | READY TO KISS →ラブアグレッション →現ANA®︎KIE |
| 柊 みる ひいらぎみる     | 1999年6月5日（26歳）   | 神奈川県 | 156cm   | O型    | 紫             | みるち                          | みるまにあ             |                                                              | 2022.6.5 〜2023.12.16  | 空想と妄想とキミの恋した世界 →ラブアグレッション                                                                                                |
| 小平 明日香 こひらあすか | 1999年1月12日（26歳）  | 埼玉県   | 151.2cm |        | 水色           | あすぴ                          | あすぴぃす             | ポチャッコ、シナモン、 ウサハナ、すみっコぐらし              | 2022.6.5 〜2024.1.14   | アオハルsince2015 →littlemore. →ラブアグレッション                                                                                              |
| 真嶋くるみ ましまくるみ  | 2001年3月8日（24歳）   | 栃木県   |         |        | ブルー         | くるみ、くるみん、 くる、くるち |                        |                                                              | お披露目前に 活動辞退  | 赤ちょこ →〈カレイドスコープ〉 →ラブアグレッション →現きゅ～くる                                                                                |

## 略歴
2020年
- 7月11日 代官山SPACE ODDにてラブアグレッションお披露目ライブ。LOVEReS活動終了時のメンバーである葉月美愛・葵井るき・小池れい・カワイレナ・徳川めいに、七瀬りお・星野理沙を加えた７人体制で、グループ名・衣装・楽曲を一新した新グループとしてデビューした。オリジナル曲「愛を超えて」「Everlasting days」[注 7]「one shot」を披露。[注 8]
- 8月22日 渋谷club asiaでの単独ライブにて新曲「前進Shining girl」を披露。
- 9月5日 秋葉原P.A.R.M.Sにて七瀬りお生誕祭を開催。
- 9月13日 吉祥寺SEATAにて新曲「Ideal Prince」を披露。
- 9月26日 ベノア銀座にて徳川めい生誕祭を開催。
- 10月11日 渋谷グランデにて葵井るき生誕祭を開催。
- 10月18日 ベノア銀座にて葉月美愛生誕祭を開催。
- 10月24日 秋葉原P.A.R.M.Sにて小池れい生誕祭を開催。
- 11月15日 吉祥寺SEATAにて「愛を超えて」のＭＶを公開。
- 11月21日 秋葉原カルチャーズ劇場にてカワイレナ生誕祭を開催。
- 11月27日 カワイレナが事務所の新プロジェクト（後に手羽先センセーションと判明）へ移籍するためラブアグレッションを卒業することを発表。[19]
- 12月19日 渋谷StudioFreedomにてカワイレナ卒業ライブを開催。

2021年
- 1月11日 新宿ALTA KeyStudioにてデビュー半年記念 新曲お披露目ライブを開催。新曲「Stage」を披露。
- 1月31日 白金高輪SELENE b2にて1stワンマンライブを開催。新衣装をお披露目。新曲「CLIMB UP」「Good-bye」を披露。この２曲のCDリリースおよび6月2日の2ndワンマンライブの開催を発表。[20][21]
- 2月28日 神田明神ホールにて単独ライブを開催。新曲「Caramel Candy」を披露。
- 3月13日 渋谷club asiaにて星野理沙生誕祭を開催。
- 4月17日 豊洲PITで開催されたフレオ祭で、新曲「Blazing light」を披露。
- 6月2日 新宿Blazeにて2ndワンマンライブを全曲バンドセットで開催。新衣装と新曲「今」をお披露目。東名阪ツアーと1周年記念単独公演と全曲サブスク解禁を発表。[22]
- 7月10日 徳川めいが学業のため活動終了。[23] 翌７月11日、神田明神ホールで１周年記念単独公演を開催。MCでは、徳川からの手紙が読み上げられた。5人体制への移行により、サブスク解禁も延期となった。
- 8月8日 新宿アルタKeyStudioにて七瀬りお生誕祭を開催。[24]
- 8月14日 FANJ twiceにて東名阪ツアー＂大阪公演＂を開催。新衣装をお披露目。[25]
- 8月22日 ライオンシアターにて東名阪ツアー＂名古屋公演＂を開催。
- 9月5日 渋谷duo MUSIC EXCHANGEにて東名阪ツアー＂東京公演＂を開催。新曲「Happy Birthday!!!」を披露。2022年1月30日に3rdワンマンライブ開催決定[26][27]
- 10月10日 葵井るき生誕祭を新宿KeyStudioで開催。
- 10月17日 葉月美愛生誕祭を新宿KeyStudioで開催。
- 11月6日 小池れい生誕祭をAKIBAカルチャーズ劇場で開催。
- 12月4日 品川J-SQUAREで開催された単独公演において、葉月美愛、小池れいが翌年２月に卒業することを発表。[28]
- 12月26日 新曲「ぎゅぎゅっと」を新宿WALLYで開催された単独公演で初披露。

2022年
- 1月20日 公式Twitterにて、七瀬りおの翌月の卒業を発表。[29]
- 1月30日 ３rdワンマンライブを横浜1000CLUBで開催。卒業ソング「離れてても」を初披露。
- 2月23日 横浜ランドマークホールにて、葉月美愛と小池れいの卒業公演を開催。元メンバーのカワイレナ、徳川めいもゲスト出演して特別ユニットを組み、LOVEReS時代の曲なども披露した。
- 2月27日 横浜ブロンテで、七瀬りおの卒業公演を開催。卒業したばかりの葉月美愛と小池れいもゲストとして出演し、グループの全曲を披露した。事実上の５人体制終了ライブとなった。
- 3月2日 渋谷club asiaで開催された星野理沙誕生日当日ライブ「りさ祭り2022」で、葵井るき・星野理沙の２人体制が始動。
- 5月15日 新メンバー５名（桜坂ともみ、柊みる、咲来まいか、藤宮ゆいり、小平明日香）の加入を発表。[30]
- 5月19日 新宿WALLYで開催された単独ライブをもって、２人体制が終了。新体制に向けた準備期間に入る。
- 6月5日 神田明神ホールで新体制お披露目公演を行い、7人組グループとして再出発した。新曲「お願いランチャー」を初披露。[31]
- 6月18日 新メンバー柊みるの生誕祭を新宿ZircoTokyoで開催。
- 7月17日 新宿ReNYでグループの２周年ライブおよび星野理沙生誕祭を開催。同生誕祭は、前体制終了により、本来の誕生月である３月から延期されていた。２周年ライブでは新曲「happiness fever」を初披露。
- 9月11日　新曲「あちあちチャレンジャー」を、渋谷club asiaで開催の単独ライブで初披露。
- 9月19日　藤宮ゆいり生誕祭を新宿ZircoTokyoで開催。
- 10月10日　葵井るき生誕祭を池袋harevutaiで開催。
- 10月18日　第１回定期公演を新宿WALLYで開催。以後、無料単独ライブと対バンの２部構成を基本とし、同所で月2回ペースで定期公演が行われる。
- 11月18日　第3回定期公演で、ファン投票によるリクエストアワード公演を実施。１位「前進Shing girl」、２位「お願いランチャー」、３位「one shot」という結果だった。
- 11月20日 咲来まいか生誕祭を新宿ZircoTokyoで開催。7月開催の予定だったが、新型コロナ感染により延期されていた。
- 12月17日 秋葉原P.A.R.M.Sで開催された単独公演にて、新曲「ラブアグレッション」を初披露。また、同公演において「Good-bye」を披露したことで、卒業ソング「離れてても」を除くすべての既存曲が現体制のレパートリーに加わった。
- 12月29日 新宿WALLYで年内最後のライブをバンド編成で開催。

2023年
- 1月1日 「お願いランチャー」のMVを、年明けと同時にサプライズ公開[32]。
- 1月22日 小平明日香生誕祭を新宿LUMINE0で開催。
- 2月22日 新曲「透明なコトバ」を、渋谷club asiaで開催された単独ライブで初披露。
- 3月17日 星野理沙生誕祭を白金高輪SELENE b2で開催。
- 4月9日 桜坂ともみ生誕祭を渋谷club asiaで開催。
- 5月30日 全曲生バンド編成による4thワンマンライブ「Live in the Moment」を新宿BLAZEで開催。新曲「over myself」と「キミと見る未来」を初披露。
- 7月11日 グループ結成3周年の記念日に「Happy Birthday!!!」のMVをYouTubeにて公開。[33]
- 7月28日 咲来まいか生誕祭を新宿KeyStudioで開催。[34]
- 7月30日 白金高輪SELENE b2で開催された対バンライブで新曲「SMILY SMILE」を初披露。[35]
- 8月5日 ライブでの初披露に先立って、新曲「ときめき最前線」のMVをYouTubeに公開[36]。
- 8月6日 TOKYO IDOL FESTIVAL 2023に出演[37]。グループ悲願のTIF初出演となった[38]。新曲「ときめき最前線」を初披露[39]。
- 9月3日 柊みる生誕祭をAKIBAカルチャーズ劇場で開催。[40]
- 9月13日 藤宮ゆいり生誕祭を渋谷club asiaで開催。[41]
- 9月28日 公式Xにて、星野理沙、咲来まいか、柊みる、小平明日香の4名が、11月から1月にかけて行われるそれぞれの卒業公演をもって卒業することを発表。[42]
- 10月9日 葵井るき生誕祭を赤羽ReNY alphaで開催。[43]
- 11月26日 星野理沙卒業公演を渋谷club asiaで開催。二部構成の公演でグループの全オリジナル曲を披露した。前体制の卒業公演以来、封印されていた「離れてても」も、1年9ヶ月ぶりに星野理沙のソロで披露。[44]
- 12月10日 咲来まいか卒業公演を渋谷グランデで開催。２週間前に卒業した星野理沙も「ゲスト」として出演し、７人でのパフォーマンスを披露した。[45]
- 12月16日 柊みる卒業公演を池袋harevutaiで開催。卒業したばかりの星野理沙、咲来まいかも「ゲスト」として出演したが、藤宮ゆいりが体調不良のため出演できず、6人でのパフォーマンスとなった。
- 12月19日 体調不良により、藤宮ゆいりの一時活動休止を発表[46]。以降、葵井るき、桜坂ともみ、小平明日香の3人によるライブ出演となる。

2024年
- 1月14日 小平明日香生誕祭および卒業公演を、それぞれ昼と夜に池袋harevutaiで開催。以降、葵井るき、桜坂ともみの2人によるライブ出演となる。
- 1月23〜28日 桜坂ともみが、下北沢「劇」小劇場で行われた劇団ココアの舞台「ロストマン×ロストウーマン」に出演。舞台出演はラブアグメンバーで初の試みとなった[47]。
- 2月5〜9日 新体制お披露目に向けて、個人アーティスト写真を一日一人ずつ既存メンバーから公開し、8日に結城小春[48]、9日に真嶋くるみ[49]の加入を発表。5人体制での新体制始動を予告した。また同日、桜坂ともみのリーダー就任も発表された。[50]
- 2月22日 新メンバーとして加入予定だった真嶋くるみが活動辞退。[51]
- 3月10日 新体制お披露目単独公演を白金高輪SELENE b2で開催。[52]新メンバー結城小春がデビューし、活動を休止していた藤宮ゆいりが復帰。4人体制が始動した。新曲「AGARE RIDER」を初披露。[53]
- 3月30日  桜坂ともみ生誕祭を池袋harevutaiで開催。[54]
- 5月25日  東名阪ツアー・大阪公演をアメリカ村BEYONDで開催。[55]
- 6月16日  東名阪ツアー・名古屋公演をCircus Nagoyaで開催。[56]
- 5月28日〜6月27日　7月開催予定の関ケ原唄姫合戦2024への出演を賭けて、スマホゲーム「ロードモバイル」とのコラボイベント「ロードモバイル関ケ原唄姫合戦」に参戦。僅差で出演権獲得を逃す。[57]
- 7月11日  東名阪ツアーファイナル『4th Anniversary Live』を赤羽ReNY alphaで開催[58]。新曲「らぶしゅわサマー☆」を初披露[59]。翌月に開催するワンマンライブで新メンバーが加入することを発表した[60]。
- 7月30日〜8月1日 公式Xにて3日間にわたり1人ずつ新メンバー情報を解禁。音羽うな、篠奈みお、咲良南那の加入を発表した。[61]
- 8月7日 5thワンマンライブ「噛夏、始まる」をduo MUSIC EXCHANGEで開催。[62]7人での新体制が始動した。新曲「Fly higher」を初披露。[63]
- 9月16日 新宿DHNoAで「定期公演 vol.1」を開催[64]。定期公演は2022年にも開催していたが、あらためて第1回とした。
- 10月5〜6日 初の北海道遠征。miniTIFなどに出演した[65]。
- 10月7日 葵井るき生誕祭をVeats Shibuyaで開催[66]。星野理沙がゲスト出演した。元メンバーの生誕祭出演は初。
- 10月20日 東名阪栃ツアー『一愛入魂』名古屋公演をLion limitedで開催[67]。
- 11月23日 東名阪栃ツアー『一愛入魂』栃木公演をHEAVEN'S ROCK 宇都宮で開催[68]。
- 11月29日 結城小春生誕祭を新宿ALTA Key Studioで開催[69]。
- 12月15日 東名阪栃ツアー『一愛入魂』大阪公演をMUSE BOXで開催[70]。
- 12月27日 東名阪栃ツアー『一愛入魂』ツアーファイナル東京公演を池袋Studio Mixaで開催。新曲「Drama」を初披露した[71]。

2025年
- 1月9日 週刊ヤングジャンプ『サキドルエースSURVIVAL SEASON14』に桜坂ともみがエントリー[72]。
- 1月30日  6thワンマンライブ『幕が上がる』 を渋谷WWWで開催[73]。新曲「Try Try」を初披露した。
- 2月9日 本人の体調不良により延期されていた音羽うな生誕祭を渋谷GRITで開催した[74]。
- 2月22日 大阪FANJtwiceで単独公演「リクエストBEST10」を開催。ファン投票1位となった楽曲は、2022年開催のリクエストアワー時と変わらず「前進Shining girl」だったが、2位と3位に新曲「Try Try」「Drama」が入った[75]。
- 3月3日 咲良南那生誕祭[76]を東京キネマ倶楽部で開催。
- 3月22日 篠奈みお生誕祭を渋谷GRITで開催[77]。
- 4月2日 桜坂ともみ生誕祭をSpotify O-WESTで開催[78]。
- 7月2日 東京サマーランドで開催された大規模撮影会「真夏の水着祭」に桜坂ともみ、藤宮ゆいり、結城小春、篠奈みおが出演した[79]。同イベントは近代麻雀水着祭の後継イベントである。
- 7月15日 7thワンマンライブ『LOVE POP PARTY〜ラブアグからの招待状〜』をSpotify O-EASTで開催した[80][81]。新曲「好きすぎて、もう」を初披露[82]。
- 7月31日 公式Xにおいて、11月29日のラストライブをもって現体制を終了し、メンバー全員が卒業することを発表した。これに先立って、咲良南那と桜坂ともみがそれぞれ9月に卒業することも併せて発表した[83]。
- 9月14日 藤宮ゆいり生誕祭をclub asiaで開催予定。
- 9月20日 咲良南那卒業公演をグレースバリ渋谷グランデで開催予定。
- 9月28日 桜坂ともみ卒業公演を秋葉原P.A.R.M.Sで開催予定。
- 10月5日 葵井るき生誕祭をclub asiaで開催予定。
- 11月29日 白金高輪SELENE b2で現体制終了ライブを開催予定。全メンバーが卒業する。

## 作品

### 楽曲一覧
|    | タイトル               | 作詞       | 作曲                 | 編曲                 | ライブ初披露   | サブスク公開                 |
| -- | ---------------------- | ---------- | -------------------- | -------------------- | -------------- | ---------------------------- |
| 1  | 愛を超えて             | 萬福裕貴   | 萬福裕貴             | 萬福裕貴             | 2020年7月11日  | 2022年7月9日                 |
| 2  | Everlasting days       | HIROTOMO   | HIROTOMO、show.yanai | HIROTOMO、show.yanai | 2020年7月11日  |                              |
| 3  | one shot               | HIROTOMO   | HIROTOMO             | HIROTOMO             | 2020年7月11日  | 2025年5月19日                |
| 4  | 前進shining girl       | 中山英二   | 中山英二             | 中山英二             | 2020年8月22日  | 2021年12月27日               |
| 5  | Ideal Prince           | 伊藤タカシ | 伊藤タカシ           | 伊藤タカシ           | 2020年9月13日  |                              |
| 6  | Stage                  | 萬福裕貴   | 萬福裕貴             | 萬福裕貴             | 2021年1月11日  |                              |
| 7  | CLIMB UP               | 宇田川翔   | 宇田川翔             | 宇田川翔             | 2021年1月31日  |                              |
| 8  | Good-bye               | 大山恭子   | 早川博隆、Tsubasa    | 早川博隆、Tsubasa    | 2021年1月31日  | 2025年5月19日                |
| 9  | Caramel Candy          | 南雲祐介   | 南雲祐介、川夏男     | 川夏男               | 2021年2月28日  | 2024年5月27日                |
| 10 | Blazing light          | HIROTOMO   | HIROTOMO             | HIROTOMO             | 2021年4月17日  | 2021年12月27日 2024年6月18日 |
| 11 | 今                     | HIROTOMO   | HIROTOMO             | HIROTOMO             | 2021年6月2日   |                              |
| 12 | Happy Birthday!!!      | 萬福裕貴   | 萬福裕貴             | 萬福裕貴             | 2021年9月5日   | 2021年12月27日               |
| 13 | ぎゅぎゅっと           | HIROTOMO   | HIROTOMO             | HIROTOMO             | 2021年12月26日 |                              |
| 14 | 離れてても             | HIROTOMO   | HIROTOMO             | HIROTOMO             | 2022年1月30日  |                              |
| 15 | お願いランチャー       | HIROTOMO   | HIROTOMO             | HIROTOMO             | 2022年6月5日   | 2022年6月27日 2024年3月28日  |
| 16 | happiness fever        | HIROTOMO   | HIROTOMO             | HIROTOMO             | 2022年7月17日  | 2022年11月1日                |
| 17 | あちあちチャレンジャー | HIROTOMO   | HIROTOMO             | HIROTOMO             | 2022年9月11日  | 2022年11月1日                |
| 18 | ラブアグレッション     | HIROTOMO   | HIROTOMO             | HIROTOMO             | 2022年12月17日 |                              |
| 19 | 透明なコトバ           | HIROTOMO   | HIROTOMO             | HIROTOMO             | 2023年2月23日  |                              |
| 20 | over myself            | HIROTOMO   | HIROTOMO             | HIROTOMO             | 2023年5月30日  |                              |
| 21 | キミと見る未来         | HIROTOMO   | HIROTOMO             | HIROTOMO             | 2023年5月30日  |                              |
| 22 | SMILY SMILE            | samano     | samano               |                      | 2023年7月30日  |                              |
| 23 | ときめき最前線         | HIROTOMO   | HIROTOMO             | HIROTOMO             | 2023年8月6日   |                              |
| 24 | AGARE RIDER            | HIROTOMO   | HIROTOMO             | HIROTOMO             | 2024年3月10日  | 2024年3月28日                |
| 25 | らぶしゅわサマー☆      |            | Shawn(CodeJP)        | Shawn(CodeJP)        | 2024年7月11日  | 2024年8月15日                |
| 26 | Fly higher             |            |                      |                      | 2024年8月7日   | 2024年8月15日                |
| 27 | Drama                  | 菊池諒     | 斎藤竜介             | 斎藤竜介             | 2024年12月27日 | 2025年2月18日                |
| 28 | Try Try                | 菊池諒     | 霜月二六(Wee's)      | 霜月二六(Wee's)      | 2025年1月30日  | 2025年2月18日                |
| 29 | 好きすぎて、もう       | HIROTOMO   | HIROTOMO             | HIROTOMO             | 2025年7月15日  | 2025年7月16日                |

### シングル
| #   | 発売日        | 収録曲              | 規格品番 | 備考           |
| --- | ------------- | ------------------- | -------- | -------------- |
| 1st | 2021年1月31日 | CLIMB UP Good-bye   | DXD-5050 | 初回1000枚限定 |
| 2nd | 2021年2月28日 | Caramel Candy Stage | DXD-5051 | 初回1000枚限定 |

### 映像作品
| 公開日／発売日 | タイトル                                | メディア |
| -------------- | --------------------------------------- | -------- |
| 2020年11月16日 | ミュージックビデオ「愛を超えて」        | YouTube  |
| 2021年4月17日  | 1stワンマンライブ「FirstAggression」    | DVD      |
| 2023年1月1日   | ミュージックビデオ「お願いランチャー」  | YouTube  |
| 2023年7月11日  | ミュージックビデオ「Happy Birthday!!!」 | YouTube  |
| 2023年8月6日   | ミュージックビデオ「ときめき最前線」    | YouTube  |
| 2024年5月23日  | ミュージックビデオ「Caramel Candy」     | YouTube  |
| 2024年6月14日  | ミュージックビデオ「Blazing light」     | YouTube  |
| 2024年8月14日  | ミュージックビデオ「らぶしゅわサマー☆」 | YouTube  |

## TV出演
- 2020年11月1日 TOKYO MX 「GirlsPopParadise」 [123]にて ライブ映像「愛を超えて」放映。

## 書籍

### 雑誌
- 「BUBKA」(2020年10月30日発売) 「噛みつきたくなる女の子」インタビュー掲載。